# チェコスロバキアの大統領
チェコスロバキアの大統領（チェコスロバキアのだいとうりょう、チェコ語: Prezident Československa, スロバキア語: Prezident Česko-Slovenska）は、チェコスロバキアの国家元首たる大統領である。
1918年のチェコスロバキア第一共和国成立以来1992年のチェコ及びスロバキア連邦共和国終焉まで存続した。

## 概要
チェコスロバキア大統領の職が空いていた時期には、大統領の職務は首相によって執行された。具体的には以下の通り。ヤン・スィロヴィー（1938年10月5日 - 1938年11月30日）、クレメント・ゴッドヴァルト（1948年6月7日 - 1948年6月14日）、アントニーン・ザーポトツキー（1953年3月14日 - 1953年3月21日）、ヴィリアム・シロキー（1957年11月13日 - 1957年11月19日）、ヨゼフ・レナールト（1968年3月22日 - 1968年3月30日）、マリアーン・チャルファ（1989年12月10日 - 1989年12月29日）、ヤン・ストラースキー（1992年7月20日 - 1992年12月31日)。なお、英語版ウィキペディアの諸項目でしばしば誤って言及されるが、チェコスロバキア憲法は大統領代理とでもいうべき職について何も定義していない。
第2節では、1948年から1989年までの支配政党であるチェコスロバキア共産党 (KSČ) の書記長（職名が「第一書記」であった時期もある）を列挙している。支配政党の指導者である書記長は党・国家を完全に支配しており、それ故に事実上の行政権者であった。

## 大統領の一覧
| 所属政党： 国民民主党 チェコ社会民主党 農業者・小農民共和党 チェコ国民社会党 チェコスロバキア共産党 市民民主党 無所属 |

| チェコスロバキア共和国 (1918-1939)           |                                                             |        |                                     |              |                                |                                 |                                 |                                 |
| 第一共和政 (1918-1938)                       |                                                             |        |                                     |              |                                |                                 |                                 |                                 |
| 代                                           | 大統領                                                      | 大統領 | 所属政党                            | 民族         | 期                             | 在任期間                        | 在任期間                        | 備考                            |
| 001                                          | トマーシュ・マサリク Tomáš Garrigue Masaryk                 |        | 無所属                              | チェコ人     | 1                              | 1918年11月14日 - 1920年5月27日  | 17年 + 30日                     |                                 |
| 001                                          | トマーシュ・マサリク Tomáš Garrigue Masaryk                 | 2      | 無所属                              | チェコ人     | 1920年5月27日 - 1927年5月27日  |                                 | 17年 + 30日                     |                                 |
| 001                                          | トマーシュ・マサリク Tomáš Garrigue Masaryk                 | 3      | 無所属                              | チェコ人     | 1927年5月27日 - 1934年5月24日  |                                 | 17年 + 30日                     |                                 |
| 001                                          | トマーシュ・マサリク Tomáš Garrigue Masaryk                 | 4      | 無所属                              | チェコ人     | 1934年5月24日 - 1935年12月14日 | 任期満了前に辞任                | 17年 + 30日                     |                                 |
| 00－                                         | ミラン・ホッジャ Milan Hodža                                |        | 農業者・小農民共和党 （RSZML）      | チェコ人     | －                             | 1935年12月14日 - 1935年12月18日 | 4日                             | 大統領代行 （首相）             |
| 002                                          | エドヴァルド・ベネシュ Edvard Beneš                         |        | チェコスロバキア国民社会党 （ČSNS） | チェコ人     | 5                              | 1935年12月18日 - 1938年10月5日  | 2年 + 291日                     | 第4代大統領任期満了前に辞任     |
| 00－                                         | ヤン・スィロヴィ Jan Syrový                                 |        | 無所属 （軍人）                     | チェコ人     | －                             | 1938年10月5日 - 1938年11月30日  | 56日                            | 大統領代行 （首相）             |
| 第二共和政 (1938-1939)                       |                                                             |        |                                     |              |                                |                                 |                                 |                                 |
| 003                                          | エミール・ドミニク・ヨゼフ・ハーハ Emil Dominik Josef Hácha |        | 無所属                              | チェコ人     | 5                              | 1938年11月30日 - 1939年3月15日  | 105日                           |                                 |
| 占領期 (1939-1945)                           |                                                             |        |                                     |              |                                |                                 |                                 |                                 |
| ベーメン・メーレン保護領                     |                                                             |        |                                     |              |                                |                                 |                                 |                                 |
| 00－                                         | エミール・ドミニク・ヨゼフ・ハーハ Emil Dominik Josef Hácha |        | 無所属                              | チェコ人     | －                             | 1939年3月15日 - 1945年5月4日    | 6年 + 50日                      |                                 |
| チェコスロバキア亡命政府                     |                                                             |        |                                     |              |                                |                                 |                                 |                                 |
| 00－                                         | エドヴァルド・ベネシュ Edvard Beneš                         |        | チェコスロバキア国民社会党 （ČSNS） | チェコ人     | －                             | 1939年11月17日 - 1945年4月2日   | 5年 + 136日                     |                                 |
| スロバキア共和国                             |                                                             |        |                                     |              |                                |                                 |                                 |                                 |
| 00－                                         | ヨゼフ・ティソ Jozef Tiso                                   |        | スロバキア人民党 （SĽS）            | スロバキア人 | －                             | 1939年3月14日 - 1945年4月4日    | 6年 + 21日                      |                                 |
| チェコスロバキア共和国 (1945-1960)           |                                                             |        |                                     |              |                                |                                 |                                 |                                 |
| 第三共和政 (1945-1948)                       |                                                             |        |                                     |              |                                |                                 |                                 |                                 |
| 代                                           | 大統領                                                      | 大統領 | 所属政党                            | 民族         | 期                             | 在任期間                        | 在任期間                        | 備考                            |
| 004                                          | エドヴァルト・ベネシュ Edvard Beneš                         |        | チェコスロバキア国民社会党 （ČSNS） | チェコ人     | －                             | 1945年4月5日 - 1946年6月19日    | 3年 + 63日                      | 第2代大統領                     |
| 004                                          | エドヴァルト・ベネシュ Edvard Beneš                         | 1      | チェコスロバキア国民社会党 （ČSNS） | チェコ人     | 1946年6月19日 - 1948年6月7日   |                                 | 3年 + 63日                      |                                 |
| 人民民主主義政権 (1948-1960)                 |                                                             |        |                                     |              |                                |                                 |                                 |                                 |
| 00－                                         | クレメント・ゴットワルト Klement Gottwald                   |        | チェコスロバキア共産党 （KSČ）      | チェコ人     | －                             | 1948年6月7日 - 1948年6月14日    | 7日                             | 大統領代行 （首相）             |
| 005                                          | クレメント・ゴットワルト Klement Gottwald                   | 2      | チェコスロバキア共産党 （KSČ）      | チェコ人     | 1948年6月14日 - 1953年3月14日  | 4年 + 273日                     | 在任中に死去                    |                                 |
| 00－                                         | アントニーン・ザーポトツキー Antonín Zápotocký              |        | チェコスロバキア共産党 （KSČ）      | チェコ人     | －                             | 1953年3月14日 - 1953年3月21日   | 7日                             | 大統領代行 （首相）             |
| 006                                          | アントニーン・ザーポトツキー Antonín Zápotocký              | 3      | チェコスロバキア共産党 （KSČ）      | チェコ人     | 1953年3月21日 - 1957年11月13日 | 4年 + 237日                     | 在任中に死去                    |                                 |
| 00－                                         | ヴィリアム・シロキー Viliam Široký                          |        | チェコスロバキア共産党 （KSČ）      | チェコ人     | －                             | 1957年11月13日 - 1957年11月19日 | 6日                             | 大統領代行 （首相）             |
| 007                                          | アントニーン・ノヴォトニー Antonín Novotný                  |        | チェコスロバキア共産党 （KSČ）      | チェコ人     | 4                              | 1957年11月19日 - 1960年7月11日  | 2年 + 235日                     | 憲法改正                        |
| チェコスロバキア社会主義共和国 (1960-1989)   |                                                             |        |                                     |              |                                |                                 |                                 |                                 |
| 代                                           | 大統領                                                      | 大統領 | 所属政党                            | 民族         | 期                             | 在任期間                        | 在任期間                        | 備考                            |
| 0(7)                                         | アントニーン・ノヴォトニー Antonín Novotný                  |        | チェコスロバキア共産党 （KSČ）      | チェコ人     | (4)                            | 1960年7月11日 - 1964年          | 7年 + 255日 （計 10年 + 124日） |                                 |
| 0(7)                                         | アントニーン・ノヴォトニー Antonín Novotný                  | 5      | チェコスロバキア共産党 （KSČ）      | チェコ人     | 1964年 - 1968年3月22日         | 任期満了前に辞任                | 7年 + 255日 （計 10年 + 124日） |                                 |
| 00－                                         | ヨゼフ・レナールト Jozef Lenárt                             |        | チェコスロバキア共産党 （KSČ）      | チェコ人     | －                             | 1968年3月22日 - 1968年3月30日   | 8日                             | 大統領代行 （首相）             |
| 008                                          | ルドヴィーク・スヴォボダ Ludvík Svoboda                     |        | チェコスロバキア共産党 （KSČ）      | チェコ人     | 6                              | 1968年3月30日 - 1973年          | 7年 + 59日                      |                                 |
| 008                                          | ルドヴィーク・スヴォボダ Ludvík Svoboda                     | 7      | チェコスロバキア共産党 （KSČ）      | チェコ人     | 1973年 - 1975年5月28日         | 任期満了前に辞任                | 7年 + 59日                      |                                 |
| 009                                          | グスターフ・フサーク Gustáv Husák                           |        | チェコスロバキア共産党 （KSČ）      | スロバキア人 | 8                              | 1975年5月29日 - 1980年          | 14年 + 195日                    |                                 |
| 009                                          | グスターフ・フサーク Gustáv Husák                           | 9      | チェコスロバキア共産党 （KSČ）      | スロバキア人 | 1980年 - 1985年                |                                 | 14年 + 195日                    |                                 |
| 009                                          | グスターフ・フサーク Gustáv Husák                           | 10     | チェコスロバキア共産党 （KSČ）      | スロバキア人 | 1985年 - 1989年12月10日        | 任期満了前に辞任                | 14年 + 195日                    |                                 |
| 00－                                         | マリアーン・チャルファ Marián Čalfa                         |        | チェコスロバキア共産党 （KSČ）      | スロバキア人 | －                             | 1989年12月10日 - 1989年12月29日 | 19日                            | 大統領代行 （首相）             |
| 010                                          | ヴァーツラフ・ハヴェル Václav Havel                         |        | 市民フォーラム （OF）               | チェコ人     | 11                             | 1989年12月29日 - 1990年4月23日  | 115日                           | 憲法改正                        |
| チェコおよびスロバキア連邦共和国 (1989-1992) |                                                             |        |                                     |              |                                |                                 |                                 |                                 |
| 代                                           | 大統領                                                      | 大統領 | 所属政党                            | 民族         | 期                             | 在任期間                        | 在任期間                        | 備考                            |
| (10)                                         | ヴァーツラフ・ハヴェル Václav Havel                         |        | 市民フォーラム （OF）               | チェコ人     | 1 2                            | 1990年4月23日 - 1992年7月20日   | 2年 + 88日 （計 2年 + 204日）   | 任期満了前に辞任                |
| 00－                                         | ヤン・ストラースキー Jan Stráský                            |        | 市民民主党 （ODS）                  | チェコ人     | －                             | 1989年7月20日 - 1992年12月31日  | 164日                           | 大統領代行 （首相）大統領職廃止 |

## チェコスロバキア共産党書記長の一覧
| 代  | 書記長                                          | 書記長 | 在任期間                        | 在任期間     | 備考 |
| --- | ----------------------------------------------- | ------ | ------------------------------- | ------------ | ---- |
| 001 | クレメント・ゴットワルト Klement Gottwald       |        | 1945年2月 - 1953年3月14日       | 5年 + 41日   |      |
| 002 | アントニーン・ノヴォトニー Antonín Novotný      |        | 1953年3月14日 - 1968年1月5日    | 14年 + 297日 |      |
| 003 | アレクサンジェル・ドゥプチェク Alexander Dubček |        | 1968年1月5日 - 1969年4月17日    | 1年 + 102日  |      |
| 004 | グスターフ・フサーク Gustáv Husák               |        | 1969年4月17日 - 1987年12月17日  | 18年 + 244日 |      |
| 005 | ミロシュ・ヤケシュ Milouš Jakeš                 |        | 1987年12月17日 - 1989年11月24日 | 1年 + 342日  |      |
| 006 | カレル・ウルバーネク Karel Urbánek              |        | 1989年11月24日 - 1989年12月20日 | 26日         |      |